# Comuna Skanderborg
Skanderborg (Skanderborg Kommune) este o comună din regiunea Midtjylland, Danemarca, cu o suprafață totală de 429,17 km² și o populație de 57.985 de locuitori (2011).